# Can Requesens
Can Requesens és una masia de Saus, Camallera i Llampaies (Alt Empordà) inclosa a l'Inventari del Patrimoni Arquitectònic de Catalunya. Està situada dins del nucli urbà de la població de Camallera, a la part de migdia del terme, al veïnat de Sant Sebastià, davant la capella.

## Descripció
L'edifici té planta rectangular amb jardí lateral i és format per tres crugies i distribuït en planta baixa i pis, amb la coberta de teula de dues vessants. Presenta un porxo adossat a la façana de ponent, amb embigat de fusta i coberta d'un sol vessant.
La façana principal presenta, a la planta baixa, el portal principal d'accés a l'interior, d'obertura rectangular emmarcat amb carreus de pedra i la llinda plana gravada amb una inscripció il·legible. Als costats hi ha una finestra rectangular emmarcada en pedra i un portal d'arc rebaixat bastit amb maons. Al pis hi ha tres finestres rectangulars bastides amb carreus de pedra ben desbastats i els ampits motllurats i sobresortits. La de l'extrem dret de la façana és d'arc conopial decorat amb una petita roseta en relleu. La resta de façanes presenten moltes modificacions i rehabilitacions posteriors.
La construcció és bastida amb pedra desbastada de diverses mides, disposada formant filades irregulars.

## Història
La masia data dels segles XVI-XVII, i és l'única que es conserva actualment de les cinc que formaven el nucli sorgit al voltant de l'ermita de Sant Sebastià en el segle xvi. L'any 1988 es considerava que l'estat de conservació era molt deficient, perquè feia anys que es trobava deshabitada. Actualment es troba habitada.